# 林慎一郎
林 慎一郎（はやし しんいちろう、1977年1月26日 - ）は、日本の劇作家、演出家。極東退屈道場代表。北海道函館市出身。

## 来歴
函館ラ・サール高等学校、京都大学総合人間学部卒業。大学在学中に演劇活動を開始。2004年、伊丹想流私塾にて北村想に劇作を師事。2007年、公演ごとに俳優を集める個人プロデュース「極東退屈道場」を立ち上げる。
2011年、『サブウェイ』で、第18回OMS戯曲賞大賞を受賞し、以降、2年に渡り再演を続け、「列島縦断延伸ツアー」と称し、全国の地下鉄保有５都市（札幌、仙台、東京、大阪、福岡）にて上演する。
2013年、『タイムズ』で、第20回OMS戯曲賞特別賞を受賞し、佐藤信演出により再演する。
2016年、『PORTAL』（演出：松本雄吉（劇団維新派））で、第61回岸田國士戯曲賞候補。
「都市」を題材に、膨大なモノローグと映像やダンスを用いた「報告劇」を立ち上げており、都市に対するその独特な切り口と、都市生活者たちの人物造形が特徴。

劇作家として、他の演出家との作業も積極的に行なっている。 
2016年より山本能楽堂にて、能楽師と協働し能と現代演劇のコラボレーション作品を発表。
近年は拠点である大阪を俯瞰的かつ未来完了的な目線で描く作品を発表し続け、
2021年「LG20／21クロニクル」の成果で、大阪文化祭賞奨励賞。
2022年「クロスロード」で第1回、2023年「中之島デリバティブⅡ」で第２回、かんさい演劇大賞優秀作品賞を連続受賞する。
伊丹想流劇塾マスターコース・師範、大阪府立咲くやこの花高校演劇科講師など、劇作家、演出家としての活動の他、劇場主催の演劇ワークショップなどの講師も多数務める。

## 主な作品

### 極東退屈道場
(作・演出　主な作品)
- 『延髄がギリです。』（2007年、第25回名古屋市文化振興賞候補 ）
- 『サブウェイ』（2010年、第18回OMS戯曲賞大賞）
- 『タイムズ』（2012年、第20回OMS戯曲賞特別賞）
- 『ガベコレ』（2015年、第15回AAF戯曲賞候補）[9]
- 『ジャンクション』（2019年、ステージぴあ　ステージ・オブ・ザ・イヤー2019　関西演劇特別賞）
- 『LG20/21クロニクル』（2021年、大阪文化祭賞奨励賞）
- 『クロスロード』（2022年、第1回かんさい演劇大賞　優秀作品賞）[10]
- 『中之島デリバティブⅡ』（2023年、第2回かんさい演劇大賞　優秀作品賞）

### 戯曲提供
- プロジェクトKUTO-10『ストレッチポリマーインターフェース』（演出：内藤裕敬（南河内万歳一座））（2014年）
- 松本雄吉×林慎一郎『PORTAL』（演出；松本雄吉（劇団維新派））[11]

（2016年、第61回岸田國士戯曲賞候補）